# ماتا صاهيب كاور
ماتا صاهيب كاور(ਮਾਤਾ ਸਾਹਿਬ ਕੌਰ)كانت الزوجة الثالثة للغورو العاشر والأخير للديانة السيخية (الغورو غوبيند سينغ)، ولدت في 1 نوفمبر 1681 في روهتاس. وقد عرضت أن تكون عروس للجورو جوبيند سينغ من والدها بهاي راما، تم إجراء العرس في 15 أبريل 1700 في أناندبور